# 西市站
西市站（韓語：서시역）是朝鮮民主主義人民共和國平安南道文德郡的一個鐵路車站，属于安州煤矿线和清南线。

## 邻近车站
安州煤矿线
平南西湖站 - 西市站 - 和丰站
清南线
三川浦站 - 西市站